# Zeche Louisenglück (Witten)
Die Zeche Louisenglück ist ein ehemaliges Steinkohlenbergwerk in Bommern. Das Bergwerk ist aus einer Konsolidation mehrerer vormals eigenständiger Bergwerke entstanden. Die Konsolidation war notwendig geworden, da die Kohlenvorräte der an der Konsolidation beteiligten Bergwerke zur Neige gingen. Hinzu kamen Probleme mit der Wasserhaltung.

## Geschichte

### Die Anfänge
Anfang des Jahres 1821 schlossen sich mehrere Gewerken zusammen, um im Muttental die Flöze Kreftenscheer und Geitling abzubauen. Da zu diesem Zeitpunkt nur die Zeche Frielinghaus in dem Bereich betrieben wurde, kam dies, nach Ansicht der Gewerken, einer Monopolstellung gleich. Dies trugen sie auch so dem zuständigen Bergamt vor und beantragten, im Nordflügel der Borbecker Mulde zwischen dem Muttental und dem Ruhrtal die dort vorkommenden Kohlen der beiden Flöze bergmännisch gewinnen zu dürfen. Zusätzlich beabsichtigten die Gewerken, auch im Flöz Mausegatt abzubauen. Noch im selben Jahr wurde ein Konsolidationsvertrag geschlossen. In der Zeit vom 30. Januar bis zum 14. April des Jahres 1821 konsolidierten die Zechen Braunschweig Südflügel, Merklingsbank, Steinhardtsbank und Splettenberg zur Zeche Louisenglück. Das gesamte Grubenfeld wurde über den St. Johannes Erbstollen gelöst. Hauptgewerken der Gewerkschaft Louisenglück waren Carl Friedrich Gethmann aus Blankenstein und Constanz Hueck aus Wengern. Im Februar des darauffolgenden Jahres wurde mit Versuchsarbeiten begonnen, außerdem wurde begonnen, einen Stollen aufzufahren. Der Stollen wurde im Flöz Splettenberg aufgefahren. Das Stollenmundloch dieses Stollens befand sich am unteren Berghang. Beaufsichtigt wurden die Arbeiten durch den Schichtmeister Kessler.

### Die weiteren Jahre
Am 17. April des Jahres 1823 wurden drei Längenfelder verliehen. Es waren die Längenfelder Louisenglück Nr. 1, Louisenglück Nr. 2 und Louisenglück Nr. 3. Das Längenfeld Louisenglück Nr. 1 war vorher unter den Namen Steinhardt und Splettenberg bekannt, das Längenfeld Louisenglück Nr. 2 unter dem Namen Merklingsbank und das Längenfeld Louisenglück Nr. 3 war zuvor das Grubenfeld Braunschweig Südflügel. Anschließend wurde ein Stollen aufgefahren und noch im selben Jahr wurde mit dem Abbau begonnen. Die abgebauten Kohlen waren gute Stückkohlen. Die Kohlen wurde mit Karren aus dem Stollen gefördert. Anschließend wurden sie über Tage weiter mit Schubkarren über einen Schiebeweg bis zur Ruhr bei Hardenstein transportiert. Im Jahr 1825 wurde der östliche Merklingsbänker Stollen aufgewältigt. Ab demselben Jahr gehörte das Grundstück an Schacht Constanz dem Steiger Heinrich Peter Best. Auf dem Grundstück war auch sein Wohnhaus errichtet. Im Jahr 1828 erreichte ein vom Flügelort Frielinghaus nach Süden aufgefahrener Querschlag das Flöz Splettenberg im Muttental. Über diesen Stollen wurde das Grubenwasser zum St. Johannes Erbstollen abgeleitet. Außerdem wurde in diesem Jahr der Schacht Constanz abgeteuft und noch im selben Jahr in Betrieb genommen. Der Ansatzpunkt des Schachtes, der auch unter dem Namen Schacht Constanze bekannt war, befand sich an der Muttentalstraße in der Nähe des Hauses Herberholz. Der Schacht hatte eine Teufe von 20 Metern und reichte bis zum Flügelort des St. Johannes Erbstollen. Im Jahr darauf wurde zusammen mit vier weiteren Zechen die Muttentalbahn gebaut. Im Jahr 1830 ging Schacht Constanz in Förderung. Gefördert wurde zunächst mit einem Haspel, der durch Haspelknechte bedient wurde. Die über den Schacht geförderten Kohlen wurden über Tage mit der Muttentalbahn weiter transportiert. Noch im selben Jahr beteiligte sich die Gewerkschaft zusammen mit anderen Nachbarzechen am Bau des Bethauses im Muttental.
Am 10. Februar des Jahres 1834 wurden zwei Längenfelderweiterungen verliehen. Im darauffolgenden Jahr wurde das Gelände zwischen dem heutigen Platanenweg und der Frielinghausstraße planiert. Grund für diese Maßnahme war der geplante Bau des Tiefbauschachtes Jupiter. Noch im selben Jahr wurde im Bereich der Einmündung des Frielinghauser Tales in die Ruhrwiesen begonnen, im Flöz Geitling ein Versuchsabhauen abzuteufen. Zweck dieses Versuchsabhauens war die Erkundung der Lagerstätte, insbesondere das Verhalten des Flözes. Bei den Arbeiten traten große Probleme mit zufließendem Grubenwasser auf, das mit den zur Verfügung stehenden Handpumpen nur schwer abgepumpt werden konnte. Aus diesem Grund wurden die Abteufarbeiten wenig später wieder eingestellt. Ab dem Jahr 1835 wurde der Abbau zunehmend in östlicher Richtung verlagert. Im Jahr 1836 wurde mit dem Abteufen des seigeren Maschinenschachtes Jupiter begonnen. Im selben Jahr wurde eine Tagesstrecke vom Schacht Jupiter bis zur Kohlenniederlage an der Ruhr erstellt. Die Bahn hatte eine Länge von über 200 Lachtern, sie war für die Wagenförderung auf Schienen ausgelegt. Im Jahr 1837 wurde im Schacht Jupiter bei einer Teufe von 21⅝ Lachtern die Mittelsohle angesetzt. Im selben Jahr wurde eine Dampfmaschine aufgestellt, die gleichzeitig zur Wasserhaltung und als Fördermaschine diente, der Förderbeginn war noch im selben Jahr. Im Jahr 1838 wurde im Schacht Jupiter bei einer Teufe von 57 Lachtern die Reservesohle angesetzt. Der Schacht erreichte in diesem Jahr eine Gesamtteufe von 61½ Lachtern. In diesem Jahr wurde auf dem Bergwerk eine Ausbeute von 6542 Reichstalern erzielt. Da der Hauptgewerke Constanz Hueck am 7. September 1838 bei einem Fährunglück ums Leben kam, übernahm sein Sohn Heinrich Hueck die Leitung des Bergwerks. Heinrich Hueck baute zusammen mit Wilhelm Gethmann und anderen Gewerken das Bergwerk weiter aus. Im Jahr 1840 wurde mit dem Abteufen des Schachtes Elisabeth begonnen. Der Schacht wurde im Frielinghauser Siepen geteuft und war als Kunstschacht geplant worden. Der Ansatzpunkt dieses Schachtes lag 61 Lachter südlich von Schacht Jupiter. Die Schachtscheibe dieses Schachtes hatte eine Abmessung von 20,5 × 9,25 Fuß. Außerdem wurde im Flöz Braunschweig der Schacht Jupiter tonnlägig weiter geteuft. Schacht Constanz wurde nun nur noch für die Bewetterung und die Seilfahrt genutzt.

### Die letzten Jahre
Im Jahr 1841 wurde das Abteufen des Schachtes Elisabeth aufgrund starker Wasserzuflüsse gestundet, die Arbeiten wurden im darauffolgenden Jahr fortgesetzt. Im Jahr 1845 wurden die Abteufarbeiten im Schacht Elisabeth bei einer Teufe von 61½ Lachtern eingestellt. Bei einer Teufe von 57 Lachtern wurde die 1. Sohle, im Schacht Jupiter noch als Reservesohle bezeichnet, angesetzt. Da die im selben Jahr von der Maschinenwerkstätte Friedrich Harkort gelieferte Dampfmaschine nebst Pumpen wegen eines Defektes nicht betriebsbereit war, musste die Förderung im Schacht Jupiter eingestellt werden. Aus diesem Grund ließ der Hauptgewerke Heinrich Hueck die Restkohlen oberhalb der Stollensohle abbauen und über den Schacht Constanze fördern. Aufgrund der geringeren Förderung geriet die Gewerkschaft in finanzielle Probleme. Hinzu kam, dass das Bergamt ein Darlehn, welches Hueck aus der Knappschaftskasse beantragte, ablehnte. Hueck weigerte sich außerdem, die nicht betriebsbereite Dampfmaschine zu bezahlen. Im Jahr 1847 wurde in den Schächten Constanz und Jupiter gefördert. Die Dampfmaschine und die Pumpen waren mittlerweile wieder betriebsbereit. Im selben Jahr wurde ein Vergleich mit der Maschinenwerkstätte Friedrich Harkort geschlossen. Harkort verzichtete aufgrund des Vergleichs auf die Reparaturkosten der Maschine. Der Schacht Elisabeth wurde im selben Jahr tiefer geteuft und noch im selben Jahr wurde im Schacht Elisabeth die Förderung aus dem eigentlichen Tiefbau aufgenommen. Im Jahr 1848 wurde bei einer Teufe von 77 Lachtern die 2. Fördersohle angesetzt. Auf dem Bergwerk kam es auch in der Folgezeit oft zu Problemen mit der Wasserhaltung. Im Februar des Jahres 1852 kam es zu einem größeren Schaden an der Wasserhaltungsmaschine. Dies führte dazu, dass die Grubenbaue absoffen und ab April desselben Jahres gesümpft wurden. Die Sümpfarbeiten dauerten bis zum Oktober desselben Jahres, im Anschluss an die Sümpfarbeiten wurde wieder mit der Gewinnung begonnen. Im Jahr 1853 konsolidierte die Zeche Louisenglück mit weiteren Zechen zur Zeche Vereinigte Louisenglück.

## Förderung und Belegschaft
Die ersten bekannten Förderzahlen des Bergwerks stammen aus dem Jahr 1824, damals wurden 50.000 Scheffel Steinkohle gefördert. Im Jahr 1828 wurden rund 6500 Tonnen Steinkohle gefördert. Im Jahr 1830 lag die Förderung bei 5039 Tonnen Steinkohle. Im Jahr 1835 wurden 4096 Tonnen Steinkohle gefördert. Im darauffolgenden Jahr wurde nur während sechs Monaten gefördert, die Förderung sank in diesem Jahr auf 2200 Tonnen Steinkohle. Im Jahr 1838 wurden 48.014 preußische Tonnen Steinkohle gefördert. Im Jahr 1840 wurden 41.814 preußische Tonnen Steinkohle gefördert. Die einzigen bekannten Belegschaftszahlen stammen aus dem Jahr 1845, damals wurden mit 56 bis 73 Bergleuten 10.357 Tonnen Steinkohle gefördert. Im Jahr 1848 wurden 181.500 Scheffel Steinkohle gefördert. Die letzten Förderzahlen des Bergwerks stammen aus dem Jahr 1850, in dem 26.837 Tonnen Steinkohle gefördert wurden.